# Khoa học hành tinh

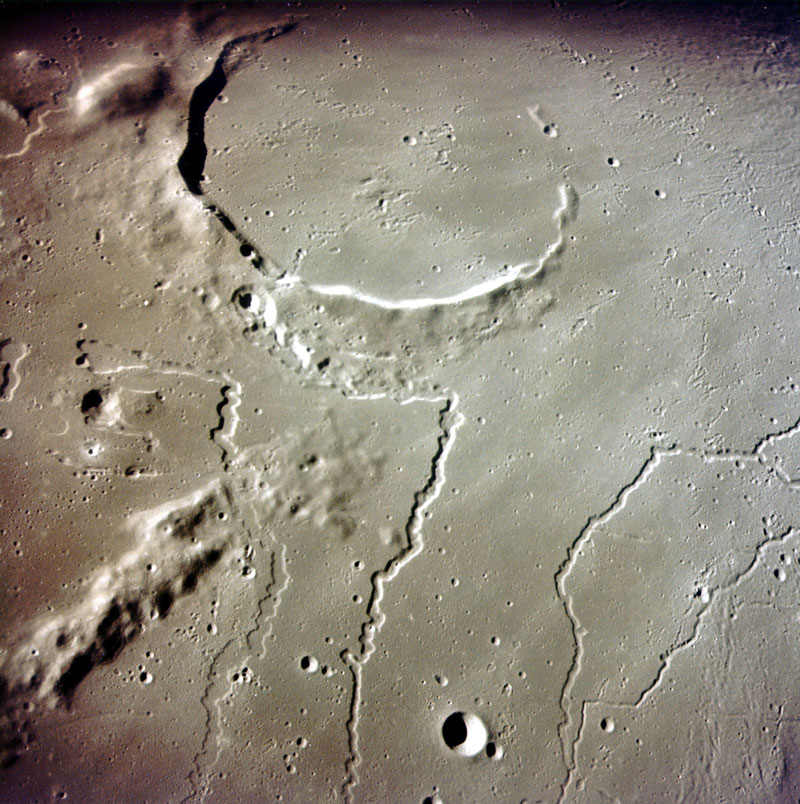
Ảnh từ vệ tinh Apollo 15 đơn vị quỹ đạo của rille lân cận với miệng núi lửa Aristarchus trên Mặt Trăng.

Khoa học hành tinh là ngành khoa học nghiên cứu về các hành tinh (bao gồm cả Trái Đất), vệ tinh tự nhiên, và các hệ hành tinh, đặc biệt là hệ Mặt Trời và các quá trình hình thành chúng. Nó nghiên cứu các thiên thể có kích thước từ vi thiên thạch đến các hành tinh khí khổng lồ, để xác định thành phần, động lực, sự thành tạo, mối tương quan và lịch sử của chúng. Đây là một ngành liên ngành, ban đầu xuất phát từ thiên văn học và khoa học Trái Đất, nhưng hiện nay cũng bao gồm nhiều ngành khác như thiên văn học hành tinh, địa chất học hành tinh (cùng với địa hóa học và địa vật lý), khoa học khí quyển, hải dương học, thủy văn học, khoa học hành tinh lý thuyết, băng hà học, và nghiên cứu các hành tinh ngoài hệ mặt trời.

## Lịch sử hình thành
Triết gia cổ đại người Hy Lạp Democritus đã đặt nền móng đầu tiên cho lịch sử hình thành của khoa học hành tinh, điều này đã được nhắc đến trong quyển sách Hippolytus
Các thế giới trật tự thì vô biên và đa dạng về kích thước, cũng không ngoại trừ mặt trăng và mặt trời,không chỉ có quy mô lớn hơn chúng ta mà còn có được thể hiện rất nhiều ở con số. Khoảng cách giữa các thế giới trật tự hoàn toàn không đều nhau, một số thì nhiều hơn còn một số thì lại ít hơn, một số thế giới phát triển, một số thì nở rộ nhưng số ít lại bị phân rã, và một ít thế giới đang được hình thành cũng như một số ít bị u mờ. Tất cả các thế giới không phát triển được hầu như đều bị phá hủy bỏi sự va chạm với một thế giới khác. Và số còn lại thì được hình thành với sự xuất hiện của động thực vật cùng với nguồn nước.
Trong những khoảng thời gian tiên tiến hơn, khoa học hành tinh bắt đầu từ thiên văn học, đặc biệt là từ các nghiên cứu về các hành tinh không nhất định. Nhà thiên văn học hành tinh đầu tiên là Galileo, người mà đã có công khám phá ra bốn mặt trăng lớn nhất của Sao Mộc, những ngọn núi trên Mặt Trăng, và cái nhìn đầu tiên về Vành đai Sao Thổ, tất cả các đối tượng của các nghiên cứu chuyên sâu về sau. Nghiên cứu của Galileo về những ngọn núi trên mặt trăng vào năm 1609 bắt nguồn cho nghiên cứu về các phong cảnh bên ngoài Trái Đất: sự quan sát của ông ấy "rằng Mặt Trăng không hề sở hữu một bề mặt trơn tru và láng mịn" mà gợi ý rằng nó và các hành tinh khác cũng có thể hiện diện "như là bề mặt của Trái Đất".
Những tiến bộ trong việc cấu thành nên kính thiên văn và độ phân giải của các dụng cụ đo đã từng bước cho phép chúng ta tăng dần sự nhận diện về bầu khí quyển và chi tiết bề mặt của các hành tinh. Ban đầu, Mặt Trăng được coi là đối tượng được nghiên cứu nhiều nhất, bởi vì các chi tiết được lộ rõ trên bề mặt của nó, cũng như là khoảng cách tương đối với Trái Đất, sự tiến bộ về kĩ thuật đã dần tạo ra kiến thức địa chất Mặt Trăng một cách chi tiết hơn. Trong quá trình khoa học, dụng cụ chính thường là Kính viễn vọng quang học (và sau đó là Kính viễn vọng vô tuyến) và cuối cùng là người máy thám hiểm tàu vũ trụ.
Hệ Mặt Trời đã trở thành một đối tượng nghiên cứu tốt, được hiểu biết một cách tổng thể vầ sự hình thành và phát triển của hệ hành thi còn đang tồn tại. Tuy nhiên, vẫn còn đó một lượng lớn câu hỏi chưa giả quyết được, và tỷ lệ của những khám phá mới đang ngày càng nhiều, một phần là do số lượng lớn các tàu vũ trụ liên hành tinh đang khám phá về hệ Mặt Trời.

## Quy Luật
Khoa học hành tinh nghiên cứu về thiên văn học, địa chất học (địa chất hành tinh) mà có thể quan sát được hoặc mang tính chất lý thuyết, khoa học khí quyển, và các chuyên khoa mới nổi trong Đại dương hành tinh.

### Thiên văn học hành tinh
Đây là khoa học mang tính chất quan sát và lý thuyết. Các nhà nghiên cứu quan sát chủ yếu quan tâm đến các nghiên cứu về các cơ quan nhỏ của Hệ Mặt Trời: có thể quan sát bởi kính viễn vọng, bao gồm quang học và vô tuyến, vậy nên các tính chất của các cơ quan như hình dạng, vòng quay, các vật liệu bề mặt và thời tiết đã được xác định, và lịch sử về sự hình thành và phát triển có thể được xác định.
Lý thuyết thiên văn học hành tinh thiên về động lực học: Sự ứng dụng của các nguyên tắc về cơ học thiên thể vào Hệ Mặt Trời và hệ hành tinh ngoài Hệ Mặt Trời. Mỗi hành tinh đều sở hữu vấn đề của nó.
Hành tinh: Vấn đề: Được tên theo (Chú thích: Những cụm từ dưới đây thường ít được dùng)
- Sao Thủy: Địa chất sao Thủy: Hermes
- Sao Kim: Địa chất sao Kim: Cythera
- Trái Đất: Địa chất học
- Mặt Trăng: Địa chất Mặt Trăng: Selene
- Sao Hỏa: Địa chất sao Hảo: Ares
- Ceres: Địa chất sao Ceres: Demeter
- Sao Mộc: Địa chất sao Mộc: Zeus
- Sao Thổ: Địa chất sao Thổ: Kronos
- Sao Thiên Vương: Địa chất sao Thiên Vương: Uranus
- Sao Hải Vương: Địa chất sao Hải Vương: Poseidon
- Sao Diêm Vương: Địa chất sao Diêm Vương: Hades
- Eris: Địa chất sao Eris: Eris

### Địa chất học hành tinh
Các chủ đề nghiên cứu nổi tiếng về địa chất học hành tinh giải quyết về các cơ quan trong các hành tinh lân cận với Trái Đất: Mặt Trăng, và hai hành tinh gần với Trái Đất nhất: Sao Kim và Sao Hỏa. Trong số đó, Mặt Trăng là đối tượng được nghiên cứu đầu tiên, sử dụng các phương pháp được phát triển trên Trái Đất.

#### Địa mạo học
Địa mạo học nghiên cứu về các khía cạnh trên bề mặt của các hành tinh và tái cấu trúc lịch sử hình thành nên các quá trình vật lí tác động lên bề mặt của các hành tinh. Địa mạo học hành tinh thường bao gồm các nghiên cứu về một số loại khía cạnh trên bề mặt hành tinh:
- Các khía cạnh tác động (lưu vực đa vòng, các miệng núi lửa)[6]
- Các hoạt động núi lửa và kiến tạo (dòng dung nham, vết nứt, rãnh)[6]
- Hoạt động sông băng[6]
- Hoạt động Aeilian[6]
- Hoạt động phong hóa không gian – những hậu quả xói mòn gây ra bởi môi trường khắc nghiệt bên ngoài không gian(Sự bắn phá liên tục của các vi thiên thạch, mưa hạt năng lượng cao). Chẳng hạn, Lớp bụi mỏng bao xung quanh lớp đất mặt của Mặt Trăng là kết quả của các đợt bắn phá của các vi thiên thạch ngoài không gian.
- Hoạt động thủy văn: chất lỏng từ nước đến hydrocarbon và amonia, đều phụ thuộc vào địa điểm trong Hệ Mặt Trời. Hoạt động này bao gồm các nghiên cứu trong lĩnh vực cỗ sinh vật học (dòng kênh và các hồ cổ đại).[7]

Lịch sử về bề mặt hành tinh có thể được giải mã bằng cách vạch ra các khía cạnh và hoạt động từ trên xuống dưới dựa vào trình tự lắng đọng của chúng, xác định lớp địa tầng bởi Nicolas Steno.Việc vẽ bản đồ địa tầng được Apollo phi hành gia chuẩn bị cho các vấn đề thực địa trong suốt quá trình thực hiện nghiên cứu trên Mặt Trăng. Các chuỗi chồng chéo được xác định qua chương trình quỹ đạo Mặt Trăng, ứng dụng cho cột địa tầng và bản đồ dịa chất của Mặt Trăng.

#### Hóa học vũ trụ, địa hóa học và thạch luận
Một trong những vấn đề quann trọng khi đưa ra giả thuyết về sự hình thành và phát triển của một sự vật trong Hệ Mặt Trời là việc thiếu hụt dẫn chứng được phân tích trong các trung tâm nghiên cứu, được trang bị đầy đủ về dụng cụ cũng như kiến thức về địa chất mặt đất, để có thể đem ra so sánh. Các mẫu vật lấy trực tiếp từ Mặt Trăng, các tiểu hành tinh và Sao Hỏa được đem về Trái Đất, được bóc tách từ các hành tinh mẹ và vận chuyển như các thiên thạch. Một số chúng đã vượt qua các lớp hóa chất từ quá trình oxy hóa khử của bầu khí quyển trên Trái Đất và sự thẩm thấu của sinh quyển, tuy nhiên các thiên thạch chỉ được thu thập trong những thập kỉ gần đây từ Châu Nam cực và vẫn còn rất thô sơ.
Sự khác nhau của các thiên thạch đến từ việc vành đai tiểu hành tinh bao bọc lấy toàn bộ các thành phần cấu trúc của cơ quan của hành tinh: các thiên thạch còn đến từ điểm gián đoạn Gutenberg (pallasite). Sự kết hợp của địa hóa học và thiên văn học quan sát có thể để lại dấu vết của thiên thạch HED trên một thiên thạch cụ thể trong vành đai chính, 4 Vesta.
Thiên thạch Martian mang đến một cái nhìn sâu sắc về hợp chất địa hóa học bên trong lớp vỏ Martian, mặc dù không thể tránh được việc thiếu hụt thông tin về khởi điểm của bề măt phong phú của Martian. Điều đó thể hiện rằng những giới hạn trong lý thuyết về sự phát triển thạch quyển của Martian. 65 mẫu vật từ thiên thạch Martian đã được khám phá trên Trái Đất vào ngày 24 tháng 7 năm 2013(phần lớn ở Châu Nam cực và sa mạc Sahara).
Trong suốt kỉ nguyên Apollo, trong Chương trình Apollo, 384 kilograms đá mặt trăng được thu thập vào chuyển về Trái Đất, và 3 người máy Mặt trăng của Xô Viết cũng đã vận chuyển mẫu vật của lớp đất mặt từ Mặt Trăng, cung cấp bản ghi chép toàn diện nhất về các thành phần trong bất cứ cơ quan Hê Mặt Trời bên cạnh Trái Đất(số lượng các thiên thạch đang tăng dần trong nhiều năm lại đây).:
54 thiện thạch chính thức được xác nhận là từ Mặt Trăng,11 trong đó đến châu Nam cực của Mỹ, 6 đến từ châu Nam cực của Nhật Bản,những mẫu còn lại từ Châu Phi, Úc, Trung đông. Tổng khối lượng khoảng 50 kg.

#### Địa vật lí
Thăm dò không gian mang lại khả năng thu thập dự liệu không chỉ những vùng có ánh sáng chiếu đến mà còn ở những nơi có phổ điện từ. Các hành tinh thường được nhận biết bởi những trường lực của nó (trọng lực và từ trường là hai chủ đề được khai thác và nghiên cứu thông qua địa vật lí và vật lí không gian.
Đo lường sự thay đổi trong gia tốc được thực hiện bởi tàu vũ trụ khi quỹ đạo của tàu vũ trụ đi vào đúng những trường hấp dẫn của hành tinh cần đo lường. nhũng năm 1970, trường hấp dẫn làm rung động bên trên biển mặt trăng, được xác định thông qua quỹ đạo của Mặt Trăng, dẫn đến sự khám phá ra nồng độ khối lượng, mascons,nằm bên dưới các lưu vực Imbrium, Serenitatis, Crisium, Nectaris and Humorum.

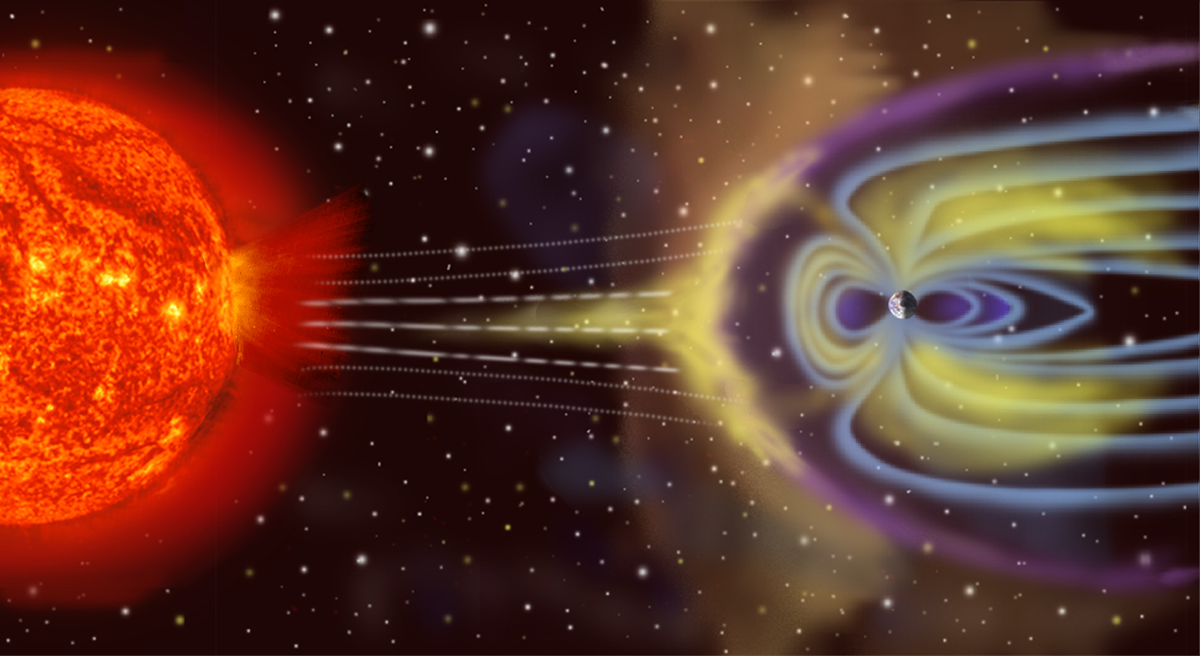
Gió mặt trời bị uỗn ra bởi từ quyển

Nếu từ trường của một hành tinh phát ra đủ mạnh thì tương tác giữ nó và gió mặt trời sẽ tạo nên từ quyển bao lấy xung quanh hành tinh đó. Từ rất sớm, những chuyến thăm dò không gian đã tìm ra các chiều của các từ trường mặt đắt, thường kéo dài khoảng 10 lần bán kính Trái Đất đến Mặt Trời. Gió mặt trời, một luồng các hạt tích điện, chảy ra và xung quanh từ trường mặt đất, tiếp tục chảy ra sau đuôi từ quyển, một trăm lần bán kính trái Trái Đất xuôi dòng. Bên trong từ quyển là một vùng dày đặc chứa các hạt gió mặt trời, Vành đai bức xạ Van Allen.
Địa vật lý bao gồm Địa chấn học và Vật lí kiến tạo, Địa vật lí cơ lưu chất, Vật lí khoáng vật, Địa động lực học, Địa vật lí toán học, và Khảo sát địa vật lí.
 Trắc địa hành tinh, hay còn gọi là Trắc địa học hành tinh xử lí các vấn đê liên quan đến đo lường và trình bày một hành tinh trong hệ mặt trời, Trường hấp dẫn và hiện tượng địa động lực(chuyển động cực không gian 3 chiều, không gian phương sai thời gian). Khoa học trắc địa là nền tảng cho vật lí không gian cũng như khoa học hành tinh. Hình dạng của Trái Đất phần lớn là kết quả từ sự tự quay của nó, gây phình to ở xích đạo, và sự cạnh tranh giữa các quá trình địa chất như sự va chạm giữa các mảng, giữa các núi lửa, bị chống lại bởi các trường hấp dẫn của Trái Đất. Những nguyên tắc này có thể áp dụng trân bề mặt rắn của Trái Đất (kiến tạo sơn); Một số ngọn núi cao hơn 10 km (6 mi), một số rãnh biển thì sâu hơn thế. Chẳng hạn, một ngọn núi cao 15 km (9 mi) sẽ phải sinh ra rất nhiều áp lực tại chân núi đó mà có thể biến đá thành chất dẻo,và ngọn núi sẽ sụp xuống một độ cao khoảng 10 km (6 mi) trong một khoảng gian địa lý bình thường(giai đoạn). Một vài hoặc tất cả nguyên tắc có thể áp dụng vào các hành tinh ngoài Trái Đất. Trên Sao Hỏa, nơi có trọng lực bề mặt nhỏ hơn rất nhiều so với Trái Đất,có núi lửa cao nhất, Olympus Mons, khoảng 27 km (17 mi) tại đỉnh của nó, một độ cao không thể duy trì ở Trái Đất. 
Khảo sát và vẽ bản đồ là hai mảng quan trọng trong trắc địa học.

### Khoa học khí quyển

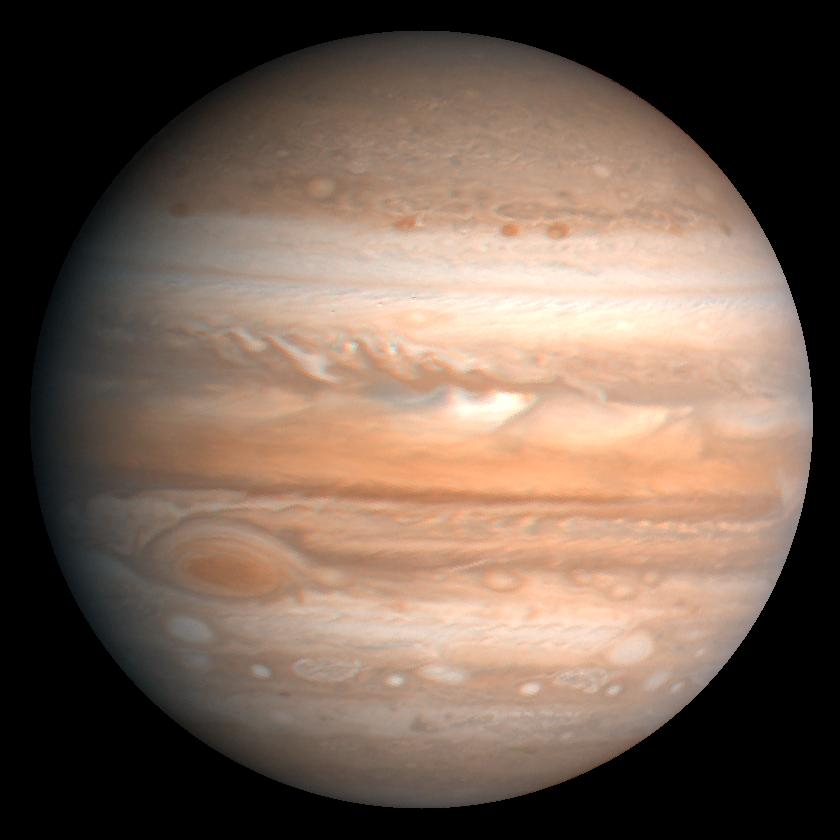
Các đám mây trên Sao Mộc.

Khí quyển là khu vực chuyển tiếp quan trọng giữa lớp bề mặt rắn của hành tinh và vành đai ion hóa cao hơn. Không phải hành tinh nào cũng có kí quyển:Sự tồn tại của chúng phụ thuộc vào khối lượng của hành tinh và khoảng cách quá xa giữa chúng tới Mặt Trời tạo nên bầu khí quyển bị đóng băng. Bên cạnh hành tinh khí khổng lồ, hầu như tất cả hành tinh đất đá (Trái Đất, Sao Kim, và Sao Hỏa) sở hữu bầu khí quyển dồi dào. Ngoài ra, mặt trăng của Sao Thổ, mặt trăng của vệ tinh Titan và Sao Hải Dương có một lượng khí quyển rất lớn Triton. Bên cạnh đó, một lớp khí quyển mỏng cũng bao quanh Sao Kim.
Những hiệu ứng từ tỷ lệ tự quay của một hành tinh trên trục của nó có thể hiện qua dòng chảy khí quyển. Từ góc độ không gian, những khía cạnh này cho thấy rằng cái đai và lốc xoáy trong hệ thống đám mây, chỉ có thể thấy được ở sao Mộc và sao Thổ.

## Khoa học hành tinh so sánh
Khoa học hành tinh thường sử dụng những phương pháp so sánh để có cái nhìn chuyên sâu hơn trong một sự vật của đề tài nghiên cứu. Các sự so sánh chủ yếu: mật độ trong khí quyển của mặt trăng của Trái Đất và mặt trăng của Sao Thổ, sự phát triển của các đối tượng bên ngoài Hệ mặt trời tùy vào khoảng cách từ chúng đến Mặt Trời, hoặc địa mạo trên bề mặt của các hành tinh đất đá.
Các đối tượng thường được so sánh với các khía cạnh trên Trái Đất bởi vì độ khả thi của các phương pháp khi được thực hiện trên Trái Đất. (các nghiên cứu: địa chất hành tinh, địa mạo học, khoa học khí quyển)
Việc sử dụng phương pháp tương tự đã được mô tả lần đầu bởi Gilbert (1886).

## Hoạt động chuyên nghiệp

### Tạp chí
- Earth and Planetary Science Letters
- Earth, Moon, and Planets
- Geochimica et Cosmochimica Acta
- Icarus
- Journal of Geophysical Research – Planets
- Meteoritics and Planetary Science
- Planetary and Space Science

### Cơ quan chuyên môn
- Division for Planetary Sciences (DPS) of the American Astronomical Society
- American Geophysical Union
- Meteoritical Society
- Europlanet

### Hội nghị chuyên môn
- Lunar and Planetary Science Conference (LPSC), tổ chức bỏi Lunar and Planetary Institute tại Houston. Được tổ chức hằng năm vào tháng 3 từ năm 1970.
- Division for Planetary Sciences (DPS) tổ chức hằng năm vào tháng 10 từ năm 1970 tại nhiều nơi khác nhau, chủ yếu trong Mỹ.
- American Geophysical Union (AGU) hằng năm vào tháng 12 tại San Francisco.
- American Geophysical Union (AGU) đồng tài trợ bởi nhiều tổ chức, thường vào tháng 4 -5, ở nhiều địa điểm.
- Meteoritical Society tổ chức hằng năm, trong suốt mùa hè ở Bắc bán cầu, giữa Bắc Mỹ và châu Âu.
- European Planetary Science Congress (EPSC), thường niên vào tháng 6 trong châu Âu.

Hằng năm các hội nghị về chủ đề cụ thể được tổ chức trên toàn thế giới.

### Viện nghiên cứu chuyên môn
Các viện nghiên cứu và trường đại học có chuyên môn về khoa học hành(theo thứ tự chữ cái)

#### Các cơ quan vũ trụ quốc gia
- Canadian Space Agency (CSA). Annual budget CAD $488.7 million (2013–2014).
- China National Space Administration (CNSA) (People's Republic of China). Budget $0.5–1.3 billion (est.).
- Centre national d'études spatiales French National Centre of Space Research,Budget €1.920 billion (2012).
- Deutsches Zentrum für Luft- und Raumfahrt e.V., (German: abbreviated DLR), the German Aerospace Center. Budget $2 billion (2010).
- European Space Agency (ESA). Budget $5.51 billion (2013).
- Indian Space Research Organisation (ISRO),
- Israel Space Agency (ISA),
- Italian Space Agency Budget ~$1 billion (2010).
- Japan Aerospace Exploration Agency (JAXA). Budget $2.15 billion (2012).
- NASA: Considerable number of research groups, including the JPL, GSFC, Ames. Budget $18.72 billion (2011).
- National Space Organization (Taiwan).
- Russian Federal Space Agency Budget $5.61 billion (2013).
- UK Space Agency (UKSA).

#### Các viện nghiên cứu khác
- Arctic Planetary Science Institute
- Arizona State University's School of Earth and Space Exploration
- The Australian National University's Planetary Science Institute
- Brown University Planetary Geosciences Group Lưu trữ ngày 10 tháng 10 năm 2009 tại Wayback Machine
- Caltech's Division of Geological and Planetary Sciences and Planetary Sciences subdivision Lưu trữ ngày 18 tháng 2 năm 2018 tại Wayback Machine
- Cornell University's Space and Planetary Science
- Curtin University's School of Earth and Planetary Sciences
- Florida Institute of Technology's Department of Physics and Space Sciences
- Johns Hopkins University's Applied Physics Laboratory
- Lunar and Planetary Institute
- Max Planck Institute for Solar System Research's Department Planets and Comets
- MIT Dept. of Earth, Atmospheric and Planetary Sciences
- Open University Planetary and Space Sciences Research Institute
- Planetary Science Institute
- Stony Brook University's Geosciences Department and soon to open Center for Planetary Exploration
- UCL/Birkbeck's Centre for Planetary Sciences
- University of Arizona's Lunar and Planetary Lab
- University of Arkansas's Center for Space and Planetary Sciences
- University of California Los Angeles's Department of Earth, Planetary, and Space Sciences
- University of California Santa Cruz's Department of Earth & Planetary Sciences
- University of Hawaii's Hawaii Institute of Geophysics and Planetology
- University of Copenhagen's Center for Planetary Research
- University of Central Florida Planetary Sciences Group
- University of British Columbia Department of Earth, Ocean and Atmospheric Sciences
- University of Western Ontario's Centre for Planetary Science and Exploration
- University of Tennessee Department of Earth and Planetary Sciences
- University of Colorado's Department of Astrophysical and Planetary Sciences
- Washington University in St. Louis's Department of Earth and Planetary Sciences
- INAF – Istituto di Astrofisica e Planetologia Spaziali  Lưu trữ ngày 29 tháng 3 năm 2016 tại Wayback Machine